# Verbascum sinuatum
Verbascum sinuatum is een 1-2 m hoge, tweejarige plant uit de helmkruidfamilie (Scrophulariaceae). In het Nederlands wordt de plant wel 'golfbladige toorts' genoemd.
De soort komt van nature voor in het Middellandse Zeegebied. De plant was reeds bekend bij de Romeinen. De soort is geïntroduceerd in het noordoosten van de Verenigde Staten (Maryland, New Jersey, New York en Pennsylvania).
De gele bloemen hebben rood-paars behaarde meeldraden. De bloeitijd loopt van april tot juli. De aan beide zijden zachte bladeren worden tot 40 cm lang. De plant is meestal sterk vertakt.
De plant is in het natuurlijke verspreidingsgebied ruim aanwezig. De soort groeit op rotsige plaatsen, langs zandige kuststroken, langs wegen, droge velden en in tuinen.
... · 
V. blattaria (Mottenkruid) · 
V. densiflorum (Stalkaars) · 
V. lychnitis (Melige toorts) · 
V. nigrum (Zwarte toorts) · 
V. phlomoides (Keizerskaars) · 
V. phoeniceum (Paarse toorts) · 
V. pulverulentum (Vlokkige toorts) · 
V. sinuatum · 
V. thapsus (Koningskaars) · 
...